# Décanat de Savoie
Le décanat de Savoie ou archiprêtré de Savoie, anciennement décanat de Saint-André (de Savoie), est une ancienne circonscription administrative catholique regroupant une majorité des paroisses de l'ancien comté de Savoie et constituant l'une des quatre subdivisions de l'évêché de Grenoble, dont la date de fondation est inconnue.
Le siège se situait à Saint-André, lieu situé sur la commune des Marches, disparu au XIIIe siècle à la suite de l'éboulement du mont Granier. Il devient l'évêché de Chambéry en 1779.

## Géographie

### Situation
Le décanat de Savoie correspond approximativement à la région de Savoie Propre, « c'est-à-dire Aix et le sud du lac du Bourget, les Bauges méridionales, la cluse de Lémenc-Chambéry, l'entrée de la Combe, les premières pentes de la Chartreuse ». Il se trouve dans le comté de Savoie, mais rattaché au diocèse dauphinois. Cette spécificité prend un sens particulier lors du conflit opposant les deux principautés au cours du XIIIe siècle à 1355.

### Organisation territoriale
Le décanat de Savoie ou de Saint-André est l'une des quatre circonscriptions du diocèse de Grenoble,,. Il est constitué de soixante-six églises, et 16 prieurés, dont un déchu, selon un « pouillé de l'église de Grenoble dressé en 1497 »,, cinquante-neuf paroisses et sept filiales.
Voici une liste des paroisses, qui se trouvent donc pour la plupart dans la Savoie Propre), et quelques-unes en Dauphiné (en Chartreuse et en Grésivaudan, distinguées dans la liste suivante par une *). 
- Aix
- Apremont
- Arbin et Montmélian
- Barberaz
- Barby
- Barraux*
- Bassens
- Bissy
- Bellecombe*
- Le Bourget et Bourdeau
- La Buissière*
- Chambéry-le-Vieux (Saint-Ombre)
- Chapareillan*
- Chignin
- Clarafond et Méry
- Cognin
- Corbel et La Ruchère*
- Cruet
- Curienne
- Les Déserts
- Épernex ou Épernay
- Francin
- Fréterives
- Grésy
- Jacob
- Lémenc
- Les Marches
- Miolans
- Montagnole
- Montailleur
- La Motte
- Mouxy
- Pugny
- Puygros
- La Ravoire
- Saint-Alban et Verel
- Saint-Baldoph
- Saint-Cassin
- Sainte-Marie-d'Alloix*
- Sainte-Marie-du-Mont*
- Saint-Jean-d'Arvey
- Saint-Jean-de-la-Porte
- Saint-Jeoire
- Saint-Léger
- Saint-Marcel-sur-Barraux*
- Saint-Pierre-d'Albigny
- Saint-Pierre-d'Entremont*
- Saint-Pierre-sous-le-Château (Chambéry)
- Saint-Sigismond et le prieuré de Saint-Hippolyte-sur-Aix (ou Saint-Paul-sur-Aix)
- Saint-Sulpice
- Saint-Thibaud-de-Couz
- Servolex
- Sonnaz
- Thoiry
- La Thuile
- Tresserve
- Triviers
- Vimines
- Le Viviers
- Voglans

## Histoire
L'origine du décanat est difficilement datable. Le chanoine François Trépier (1814-1892), spécialiste du sujet, considère que celui-ci soit apparu entre les Xe et XIIe siècles, voire peut-être dès le VIe siècle. Selon le Chanoine Trépier, « on peut affirmer qu'il existait déjà avant le commencement de l'épiscopat de saint Hugues ».
Saint-André est détruit par l’éboulement du Granier en 1248,. Le siège du décanat est alors transféré un temps à Montagnole, avant de s'installer définitivement à Chambéry,,. C'est à partir de cette période qu'il prend le nom de « décanat de Savoie », tout en restant sous l'autorité de l'évêque de Grenoble.
Le traité de Paris de 1355 permet de mettre fin au conflit delphino-savoyard et stabilise la frontière entre les deux principautés.
En 1474, la régente du duché de Savoie, Yolande de France obtient du pape Sixte IV que le décanat soit soustrait de l'autorité de l'évêque de Grenoble et qu'il soit réuni au Chapitre de la Sainte-Chapelle de Chambéry. Le doyen de la Sainte-Chapelle se voit ainsi obtenir les attributs de l'évêque. Le roi de France, recevant le soutien de l'évêque de Grenoble, fait obtenir l'« annulation de ce démembrement », deux ans plus tard.
En 1515, le pape Léon X érige la cité de Chambéry en évêché, en même temps que Bourg en pays de Bresse. Toutefois, cet acte est annulé l'année suivante.
Par sa bulle pontificale du 8 juillet 1775, Pie VI détache le décanat de Savoie du diocèse de Grenoble. Par une autre bulle du 18 août 1779, le Pape érige un nouvel évêché à Chambéry, « [finissant] par faire coïncider limites civiles et frontières ecclésiastiques ». Le nouvel évêque de Chambéry, présenté par le roi, dépend par ailleurs directement du Saint-Siège.

## Doyens et archiprêtres

### Doyens de Saint-André (XIIesiècleauXIIIesiècle)
- Bernardus (Bernard)[3] ;
- Ayraldus (Ayrald)[3] ;
- Gerladus[3] ;
- Burno[3] ;
- Petrus (Pierre)[3] ;
- Bernardus (Bernard) II[3] ;
- G. Bonivardus (Bonivard)[3] ;

Il semble qu'un doyen Ayrald soit devenu évêque de Saint-Jean-de-Maurienne de 1132 jusqu'à sa mort survenue vers 1146.

### Archiprêtres de Savoie (XIVesiècleauXVesiècle)
- 1364 : François Grinde[14] ;
- 1387 : François Grinde[14] ;
- 1398 : Pierre de Quincieu[14] ;
- 1399-1400 : Roudon Lori[14] ;
- 1400-1408 : Pierre de Quinzey ou de Quincieu[14] ;
- 142(8) ? : Aynard de Chissé[14] ;
- 1439 : Aynard de Chissé[14] ;
- 1445 : Antoine Vernier[14] ;
- 1465 : Jean de Cornillon[14] ;
- 1473 : Jean de Cornillon[14] ;

### Fonds
- « Fonds des administrations de l'ancien comté puis duché de Savoie (996-1792). Fonds des diocèses de Tarentaise, Maurienne et du décanat de Savoie » (avant 1792), Série G, sur le site des Archives départementales de la Savoie.